# Teräsrautela
Teräsrautela est un quartier du district Länsikeskus à Turku en Finlande,.

## Description
Le quartier est situé sur le côté ouest de la ville et est principalement suburbain.
Le centre commercial Länsikeskus est situé à Teräsrautela.
Le quartier abrite l'école primaire de Teräsrautela.

## Galerie

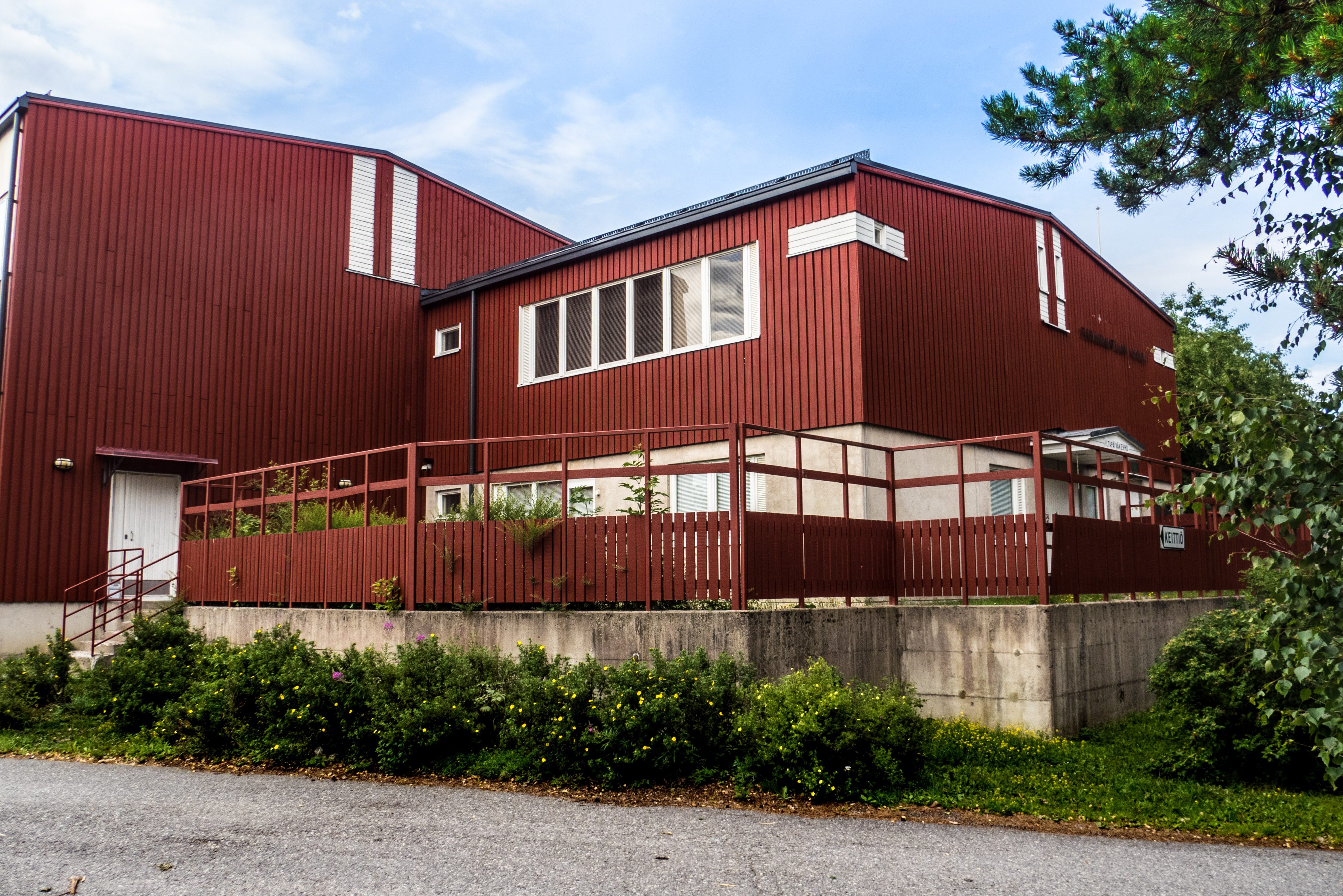
École de Teräsrautela.
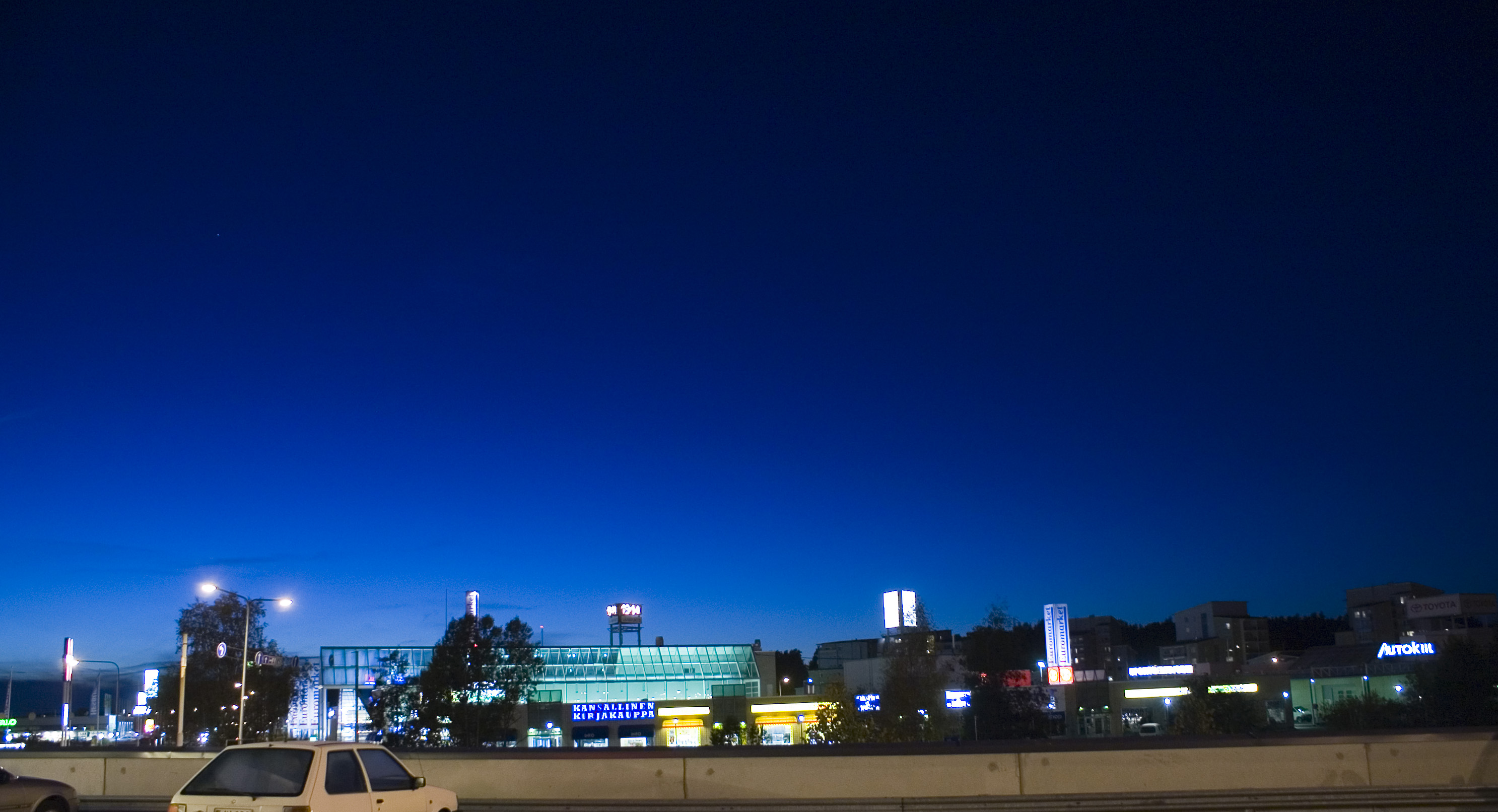
Centre commercial Länsikeskus.